# Apostolska nunciatura v Nigru
Apostolska nunciatura v Nigru je diplomatsko prestavništvo (veleposlaništvo) Svetega sedeža v Nigru.
Trenutni apostolski nuncij je Vito Rallo.

## Seznam apostolskih nuncijev
- Giovanni Mariani (20. september 1971–11. januar 1975)
- Luigi Barbarito (5. april 1975–10. junij 1978)
- Luigi Dossena (24. oktober 1978–25. avgust 1979)
- Justo Mullor García (25. avgust 1979–3. maj 1985)
- Antonio Mattiazzo (16. november 1985–5. julij 1989)
- Janusz Bolonek (18. november 1989–23. januar 1995)
- Luigi Ventura (25. marec 1995–25. marec 1999)
- Mario Zenari (12. julij 1999–10. maj 2004)
- Mario Roberto Cassari (8. september 2004–12. junij 2007)
- Vito Rallo (12. junij 2007–danes)